# Юріївське золоторудне родовище
Юріївське золоторудне родовище — золоторудне в Середньому Подніпров'ї. 

## Загальний опис
Золотовмісна руда — вкраплена, сульфідного типу, з невеликою масовою часткою арсену, представленого в руді арсенопіритом. Руди Юріївського родовища подібні з рудами Клинцівського золоторудного родовища. Золото представлене у вигляді окремих пластинок у половинках керна, у дробленому матеріалі — жовтого, зеленувато-жовтого кольору, іноді з темною мінливістю, розміром 0,01 — 0,2 мм, рідко 0,4 мм і більше. Форма золота пластинчаста, рідко кристалики (октаедри). Золото утворює зростки з біотитом, кварцом і плагіоклазом, а також із сульфідами й оксидами заліза. Пробність золота 620—940.
У матеріалі крупністю –0,074 мм (95 %) вільне золото становить 38,7 %, у зростках 12,5 %, інше пов'язане з мінералами-носіями.
Використання гравітаційно-флотаційної схеми з високоградієнтною магнітною сепарацією гравітаційного концентрату, дозволяє одержати концентрати с масовою часткою золота до 130 г/т. В магнітному продукті масова частка золота становить 26,6 г/т, при його вилученні 10 %.